# ボセル
ボセル（Bothell）は、アメリカ合衆国ワシントン州キング郡の都市である。人口は4万8161人（2020年）。シアトルの衛星都市である。

## 概要
1909年に法人化した。地名は初期の入植者David Bothellに由来している。森林を切り開いて農園を開拓した。市内で最も大きな事業所は製材所だった。
1960年代に州間高速道路405号が開通し、道路交通が大幅に改善した。市当局は高速沿いに企業用地を造成し多くの企業を誘致した。これによって市の税収は増加した。市当局は近隣の国勢調査指定地域を合併し企業用地の造成を続けた。結果としてボセルの市域はキング郡を飛び出しスノホミッシュ郡にはみ出した。

## 地理
アメリカ合衆国統計局によると、総面積31.3 km2 (12.1 mi2) である。このすべてが陸地である。

## 住民
2000年国勢調査では、人口30,150人、11,923世帯、7,928家族が暮らしている。人口密度は966.1/km2 (2,501.5/mi2) である。394.2/km2 (1,020.8/mi2) の平均的な密度に軒の住宅が建っている。この都市の人種的な構成は白人75.31%、アフリカン・アメリカン1.45%、ネイティブ・アメリカン0.42%、アジア10.08%、太平洋諸島系0.16%、その他の人種0.21%、混血3.67%である。この人口の8.69%はヒスパニックまたはラテン系である。
全世帯のうち、18歳未満の子供と同居している世帯が33.9%、夫婦のみの世帯が53.9%、未婚女性の世帯が8.9%であり、33.5%は家族を持たない。個人名義の世帯主が25.7%、そのうち65歳以上が7.1%である。世帯ごとの平均人数は2.51人、家族ごとの平均人数は3.05人である。
18歳未満の未成年が25.2%、18歳以上24歳以下が8.1%、25歳以上44歳以下が33.2%、45歳以上64歳以下が24.0%、65歳以上が9.5%、平均年齢は36歳である。女性100人に対して男性は96.1人である。18歳以上の女性100人に対して男性は93.2人である。
この都市の世帯ごとの平均的な収入は59,264 USドルであり、家族ごとの平均的な収入は68,580 USドルである。男性は48,476 USドルに対して女性は34,385 USドルの平均的な収入がある。この都市の一人当たりの収入 (per capita income) は26,483 USドルである。人口の3.6%及び家族の5.1%は貧困線以下である。全人口のうち18歳未満の5.0%及び65歳以上の5.0%は貧困線以下の生活を送っている。